# LG G3 비트
LG G3 비트(LG G3 Beat)는 LG전자가 2014년 7월 19일에 출시한 LG G3의 보급형 패블릿 스마트폰이다.

## 운영체제 / 소프트웨어

### 안드로이드 4.4.2 킷캣
G3 비트는 4.4.2 킷캣을 적용하여 출시되었다.

### 안드로이드 5.0.2 롤리팝
2015년 6월 5일 모든 통신사를 통해 5.0.2 롤리팝을 배포했다. 멀티태스킹 창이나 상단바 등의 UI가 개선되고 소프트키가 롤리팝 스타일로 바뀌었다.
하지만 단점은 램 점유율이 올라가고 저장공간이 1GB 남짓 줄어들어 사용하기 힘들어진다.

## 특수 기능

### 레이저 오토 포커스
레이저를 이용해서 사진의 초점을 빠르게 잡는 기능이다.

### 셀피 카메라
셀프 카메라를 찍을 때 간단한 손동작 (보 - 주먹)으로 사진을 찍을 수 있는 기능이다.

### 스마트 키보드
키보드 높이를 자유롭게 지정할 수 있고, 터치 인식 영역을 보정하여 오타를 줄여 주는 기능이다.

### 스마트 클리닝
사용자가 사용하지 않는 문서를 알려줘서 기기를 쉽게 정리할 수 있는 기능이다.

### 연속 촬영
촬영버튼을 계속 누르면 연속촬영을 할 수 있다. 킷캣은 지원하지 않으며 롤리팝에서 지원한다.

### Q앱
Q메모 등으로 더 편리한 기능을 사용 가능하다.

## 액세서리

### 퀵서클 케이스
케이스에 뚫려 있는 동그란 서클 윈도우를 통해 전화 수신, 발신, 문자 받기, 음악, 카메라, 시계, 헬스 케어 기능을 사용할 수 있다. 색상은 메탈릭 블랙, 실크 화이트, 샤인 골드가 있다.

## 변형 기종

### G3 S (LG-D725)
2014년 8월, AT&T 전용으로 출시된 기종으로, 전체적인 사양은 G3 비트와 동일하나 지상파 DMB 안테나가 삭제되었다.

## 색상
- 메탈릭 블랙
- 실크 화이트
- 샤인 골드

## 경쟁 기종
- 삼성 갤럭시 S5 미니
- HTC 원 미니
- ZTE ME

## 같이 보기
- LG G2 미니
- LG G3
- LG G3 Cat.6
- LG G3 A
- LG Gx2
- LG G3 스크린